# غفثوت (المهرة)

تعديل مصدري - تعديل

غفثوت هي إحدى قرى مديرية منعر التابعة لمحافظة المهرة، بلغ تعداد سكانها 43 نسمة حسب تعداد اليمن لعام 2004.